# Bob McNaught
Bob McNaught (1915 – 28 novembre 1976) è stato un regista e produttore cinematografico britannico.

## Biografia
Poco si conosce della sua carriera artistica se non i titoli dei film da lui diretti e prodotti. Ha lavorato anche come assistente e direttore di produzione.

## Filmografia

### Produttore
- Tom Brown's Schooldays, regia di Gordon Parry - produttore associato (1951)
- The Pickwick Papers, regia di Noel Langley - produttore associato (1952)
- Asso pigliatutto (The Card), regia di Ronald Neame - produttore associato (1952)
- L'uomo che non è mai esistito (The Man Who Never Was), regia di Ronald Neame - produttore associato (1956)
- Bobbikins, regia di Robert Day (1959)
- L'ispettore (The Inspector), regia di Philip Dunne - produttore associato (1962)

### Regista
- Grand National Night (1953)
- La sposa del mare (Sea Wife) (1957)
- La storia di David (A Story of David) (1960)

### Sceneggiatore
- Grand National Night, regia di Bob McNaught - non accreditato (1953)